# Etdrick Bohannon
Etdrick Bohannon (San Bernardino, California; 29 de mayo de 1973) es un exjugador de baloncesto estadounidense que disputó 26 partidos en cuatro temporadas en cinco equipos diferentes de la NBA, además de jugar en la CBA y la ACB. Con 2,06 metros de estatura, lo hacía en la posición de alero.

## Trayectoria deportiva

### Universidad
Jugó una temporada con los Wildcats de la Universidad de Arizona, en la que promedió 2,6 puntos y 2,2 rebotes por partido. Al año siguiente fue transferido a los Volunteers de la Universidad de Tennessee, con los que jugó otra temporada, en la que consiguió 3,9 puntos y 4,2 rebotes por encuentro. Finalmente pasó dos años en la pequeña Universidad de Auburn-Montgomery.

### Profesional
Tras no ser elegido en el 1997, fichó como agente libre por los Indiana Pacers, pero una sinusitis primero, y una lesión en el músculo abdominal después, hicieron que sólo disputara cinco partidos en los que no anotó ningún punto.
Al año siguiente fichó por los Washington Wizards un contrato no garantizado, pasando en las tres temporadas siguientes por los New York Knicks, Los Angeles Clippers y Cleveland Cavaliers, teniendo únicamente un poco de continuidad con los Clippers, con los que disputó once partidos, promediando 2,4 puntos y 2,7 rebotes.
En 2000 jugó su única temporada fuera de su país, con el Gijón Baloncesto de la liga ACB, con los que jugó trece partidos en los que promedió 10,1 puntos y 7,5 rebotes. Acabó su carrera en la CBA.

## Estadísticas de su carrera en la NBA

### Temporada regular
| Temporada | Edad | Equipo               | Liga | Pos. | P  | TIT | MIN  | TC  | TCA | %TC  | 3P  | 3PA | %3P | TL  | TLA | %TL   | R.OF. | R.DEF. | REB | ASIS | ROB | TAP | PER | FP  | PTS |
| 1997-98   | 24   | Indiana Pacers       | NBA  | PF   | 5  | 0   | 2.2  | 0.0 | 0.8 | .000 | 0.0 | 0.0 |     | 0.0 | 0.0 |       | 0.4   | 0.8    | 1.2 | 0.2  | 0.0 | 0.4 | 0.6 | 0.6 | 0.0 |
| 1998-99   | 25   | Washington Wizards   | NBA  | SF   | 2  | 0   | 2.0  | 0.0 | 0.0 |      | 0.0 | 0.0 |     | 0.0 | 0.0 |       | 0.0   | 0.0    | 0.0 | 0.0  | 0.0 | 0.0 | 0.0 | 0.0 | 0.0 |
| 1999-00   | 26   | TOTAL                | NBA  | PF   | 13 | 0   | 9.1  | 0.5 | 1.0 | .538 | 0.0 | 0.0 |     | 1.2 | 1.8 | .625  | 1.0   | 1.4    | 2.4 | 0.4  | 0.2 | 0.5 | 0.8 | 1.9 | 2.2 |
| 1999-00   | 26   | New York Knicks      | NBA  | PF   | 2  | 0   | 2.5  | 0.0 | 0.0 |      | 0.0 | 0.0 |     | 1.5 | 2.0 | .750  | 0.5   | 0.0    | 0.5 | 0.0  | 0.0 | 0.0 | 1.0 | 0.5 | 1.5 |
| 1999-00   | 26   | Los Angeles Clippers | NBA  | PF   | 11 | 0   | 10.3 | 0.6 | 1.2 | .538 | 0.0 | 0.0 |     | 1.1 | 1.8 | .600  | 1.1   | 1.6    | 2.7 | 0.5  | 0.2 | 0.5 | 0.7 | 2.2 | 2.4 |
| 2000-01   | 27   | Cleveland Cavaliers  | NBA  | PF   | 6  | 0   | 3.2  | 0.3 | 0.7 | .500 | 0.0 | 0.0 |     | 0.7 | 0.7 | 1.000 | 0.5   | 0.7    | 1.2 | 0.0  | 0.0 | 0.3 | 0.2 | 0.7 | 1.3 |
| Total     |      |                      | NBA  |      | 26 | 0   | 5.8  | 0.3 | 0.8 | .429 | 0.0 | 0.0 |     | 0.7 | 1.1 | .679  | 0.7   | 1.0    | 1.7 | 0.2  | 0.1 | 0.4 | 0.5 | 1.2 | 1.4 |